# Club sportif Fola Esch
Ne doit pas être confondu avec Association sportive La Jeunesse d'Esch.
Maillots
Actualités
Le CS Fola Esch (forme raccourcie de Cercle sportif Fola Esch) est un club de football luxembourgeois, fondé en 1906 et basé à Esch-sur-Alzette. Il évolue en Promotion d'Honneur, la deuxième division luxembourgeoise de football.
Fondé le 9 décembre 1906 sous le nom de « Football and Lawn Tennisclub », il est au départ un club omnisports et alors le premier club de football de l'histoire du Luxembourg. À la suite d'une fusion en 1910 avec le « Football Club Nerva », le club change de nom et devient le « Club sportif Fola Esch ».
Rapidement, le CS Fola Esch devient l'un des meilleurs clubs du pays en remportant cinq titres de champion de Première Division entre 1918 et 1930. Le club remporte par la même occasion deux des trois premières éditions de la Coupe du Luxembourg.
Se faisant régulièrement relégué en Promotion d'Honneur après cette période, il faut attendre 1973 pour voir le Fola de retour sur le devant de la scène en atteignant la finale de la Coupe du Luxembourg face à son grand rival, l'AS La Jeunesse d'Esch. La saison suivante, le club dispute sa première campagne européenne en Coupe des vainqueurs de coupe face au PFK Beroe Stara Zagora.
Sous la présidence de Gérard Lopez à la fin des années 2000, le CS Fola Esch se renforce considérablement et remporte à l'issue de la saison 2012-2013 son premier titre de champion de BGL Ligue depuis 83 ans. La saison suivante, le club dispute pour la première fois la Ligue des champions en affrontant le GNK Dinamo Zagreb.
Terminant régulièrement en haut du tableau de première division luxembourgeoise, le Fola remporte son septième et huitième titre de champion en 2015 et 2021.

## Histoire

### Club doyen du football luxembourgeois (1906 - 1930)
Le 9 décembre 1906, le club omnisports « Football and Lawn Tennisclub » voit le jour par l'intermédiaire de Jean Roeder, professeur de langue anglaise au Lycée de l'Industrie et du Commerce à Esch-sur-Alzette. À cette époque, il s'agit du premier club de football au sein du Luxembourg. En 1910, le club fusionne officiellement avec le FC Nerva, donnant naissance au nom actuel du club, le « Club sportif Fola Esch ».
Rapidement structuré pour le haut niveau, le Fola remporte dès la saison 1917-1918 son premier titre de champion de Première Division. Par la suite, le club remporte le titre de champion en 1919-1920, en 1921-1922, en 1923-1924 et en 1929-1930, faisant de lui l'un des meilleurs clubs de football du pays.
Lancé en 1922, le CS Fola Esch remporte deux des trois premières éditions de la Coupe du Luxembourg, lui donnant déjà un palmarès solide pour l'époque.

### Période calme (1930 - 1990)
À la suite de son dernier titre de champion de première division, le club peine à s'installer durablement en haut du tableau et se voit relegué pour la première fois de son histoire en Promotion d'Honneur à l'issue de la saison 1933-1934.

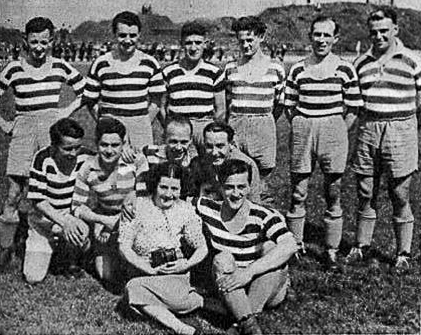
Le CS Fola Esch en 1935

Après une remontée en 1935, le club enchaîne rapidement l'ascenseur entre les deux premières divisions du football luxembourgeois et remporte lors de cette période deux titres de champion de Promotion d'Honneur, en 1951 et en 1959.
Après une énième descente à l'échelon inférieur, le CS Fola Esch retourne en Division Nationale en 1972.
En 1973, le club atteint la finale de la Coupe du Luxembourg dans un derby tendu face au grand rival de l'AS La Jeunesse d'Esch, alors en grande forme sur le plan national. Après un match à suspens, le Fola s'incline sur le score de trois buts à deux face au rival mais se voit tout de même qualifié la saison suivante en Europe, pour la première fois de son histoire.
Débutant son parcours en 16e de finale de la Coupe des vainqueurs de coupe, le Fola s'incline lourdement sur le score de onze buts à un cumulé face au club bulgare du PFK Beroe Stara Zagora pour sa première expérience européenne.

### Descente aux enfers (1990 - 2008)
À la fin des années 90, le CS Fola Esch va mal, tombant jusqu'en 1.Division (la troisième division du football luxembourgeois). À cette période, une fusion entre le Fola et le rival l'AS La Jeunesse d'Esch est envisagée, mais le club refuse catégoriquement à la suite de la rivalité trop forte entre les deux clubs et les supporteurs.
En 2003, le club remonte en Promotion d'Honneur après être terminé vice-champion de troisième division.
En 2007, le club obtient le transfert de Mustapha Hadji, ancien international marocain et joueur emblématique de l'AS Nancy-Lorraine,, ainsi que l'arrivée à la tête du club de Gérard Lopez, homme d'affaires luxembourgeois qui affirme à son arrivée au club :

« J'ai joué ici lorsque j'étais jeune [...] Le Fola possède une grande histoire, beaucoup de gens s'identifient à lui. Tout ce qui lui manque, ce sont les moyens de faire revivre cette passion. »

— Gérard Lopez
Renforçant considérablement les finances du CS Fola Esch et la formation de jeunes joueurs du coin, le club obtient sa promotion en BGL Ligue à l'issue de la saison 2007-2008 en terminant vice-champion de Promotion d'Honneur.

### Retour au premier plan (2008 - 2022)
À la suite de sa montée dans l'élite du football luxembourgeois, le club monte petit à petit en puissance jusqu'en 2010-2011 où le Fola termine vice-champion derrière le F91 Dudelange.
Cette seconde place permet au club de disputer pour la première fois de son histoire la Ligue Europa lors de la saison 2011-2012. Affrontant l'IF Elfsborg, le club s'incline sur un score cumulé de cinq buts à un malgré un match nul à domicile sur le score de un partout.
À l'issue de la saison 2012-2013, le CS Fola Esch obtient son sixième titre de champion de BGL Ligue, une première depuis 83 ans. À la suite de ce titre, le club dispute sa première campagne de Ligue des champions mais s'incline dès le 2e tour face au GNK Dinamo Zagreb.
Terminant vice-champion en 2014, le club obtient son septième titre de champion de BGL Ligue en 2014-2015 et retrouve une nouvelle fois la saison suivante le GNK Dinamo Zagreb au 2e tour de la Ligue des champions,. Au match aller, à l'extérieur, les luxembourgeois réalisent un match héroïque, accrochant le match nul (un partout) à dix contre onze,,,, mais s'inclinant à domicile sur le score de trois buts à zéro, le Fola est une nouvelle fois éliminé de la compétition.
En 2017, le club atteint la finale de la Coupe du Luxembourg face au F91 Dudelange mais s'incline sur un score lourd de quatre buts à un,,. À la fin de cette saison, Gérard Lopez, nouveau président du LOSC Lille en France, quitte la présidence du club luxembourgeois,. Peu de temps après, le club annonce l'arrivé de Mauro Mariani à la tête de ce dernier.
À l'issue de la saison 2020-2021, le CS Fola Esch réalise une belle saison récompensé par un huitième titre de champion de BGL Ligue après une lutte à suspens avec le F91 Dudelange jusqu'à la dernière journée du championnat,,,. La saison suivante, éliminé au 1er tour de la Ligue des champions par le Lincoln Red Imps FC,,, le Fola réalise sa meilleure performance en coupe d'Europe en atteignant les barrages de la Ligue Europa Conférence, s'inclinant sur un score cumulé de sept buts à deux face au FK Kaïrat Almaty,,,,.

### Des saisons compliqués (depuis 2022)
Après une honorable 3e place de BGL Ligue à l'issue de la saison 2021-2022, le club passe proche de la relégation en Promotion d'Honneur un an plus tard, se sauvant en barrages face au FC Jeunesse Canach,,.
La saison suivante, le Fola se sauve une nouvelle fois de la relégation face à l'US Rumelange lors des barrages après une séance de tirs au but.
Le 12 mai 2025, après une saison cauchemardesque, le CS Fola Esch est officiellement relégué en Promotion d'Honneur suite à sa défaite à domicile face au grand rival de l'AS La Jeunesse d'Esch sur le score de un but à zéro.

## Bilan sportif

### Palmarès
Le tableau suivant récapitule les performances du CS Fola Esch dans les différentes compétitions officielles luxembourgeoises et internationales.
| Compétitions nationales | Compétitions internationales |
| --- | --- |
| - BGL Ligue (8) - Champion : 1918, 1920, 1922, 1924, 1930, 2013, 2015 et 2021 - Vice-champion : 1917, 1919, 1921, 1929, 1949, 1954, 1955, 2011, 2014, 2016 et 2019 - Coupe du Luxembourg (3) - Vainqueur : 1923, 1924 et 1955 - Finaliste : 1973 et 2017 - Supercoupe du Luxembourg - Vainqueur : 2017 - Promotion d'Honneur (3) - Champion : 1951, 1959 et 1968 - Vice-champion : 1972 et 2008 - 1.Division - Vice-champion : 2003 | - Ligue des champions (C1) - Meilleure performance : 2e tour en 2014 et 2016 - Ligue Europa (C3) - Meilleure performance : 3e tour en 2018 - Ligue Conférence (C4) - Meilleure performance : Barrages en 2022 Anciennes compétitions - Coupe des vainqueurs de coupe - Meilleure performance : 16e de finaliste en 1974 |

### Bilan européen
Note : dans les résultats ci-dessous, le score du club est toujours donné en premier.
| Saison    | Compétition             | Tour             | Club                | Domicile | Extérieur | Total             |
| --------- | ----------------------- | ---------------- | ------------------- | -------- | --------- | ----------------- |
| 1973-1974 | Coupe des coupes        | Premier tour     | Beroe Stara Zagora  | 0 - 7    | 1 - 4     | 1 - 11            |
| 2011-2012 | Ligue Europa            | Premier tour Q   | IF Elfsborg         | 1 - 1    | 0 - 4     | 1 - 5             |
| 2013-2014 | Ligue des champions     | Deuxième tour Q  | Dinamo Zagreb       | 0 - 5    | 0 - 1     | 0 - 6             |
| 2014-2015 | Ligue Europa            | Premier tour Q   | IFK Göteborg        | 0 - 2    | 0 - 0     | 0 - 2             |
| 2015-2016 | Ligue des champions     | Deuxième tour Q  | Dinamo Zagreb       | 0 - 3    | 1 - 1     | 1 - 4             |
| 2016-2017 | Ligue Europa            | Premier tour Q   | Aberdeen FC         | 1 - 0    | 1 - 3     | 2 - 3             |
| 2017-2018 | Ligue Europa            | Premier tour Q   | Milsami Orhei       | 2 - 1    | 1 - 1     | 3 - 2             |
| 2017-2018 | Ligue Europa            | Deuxième tour Q  | Inter Bakou         | 4 - 1    | 0 - 1     | 4 - 2             |
| 2017-2018 | Ligue Europa            | Troisième tour Q | Östersunds FK       | 1 - 2    | 0 - 1     | 1 - 3             |
| 2018-2019 | Ligue Europa            | Premier tour Q   | FC Pristina         | 0 - 0    | 0 - 0 ap  | 0 - 0 (5 - 4 tab) |
| 2018-2019 | Ligue Europa            | Deuxième tour Q  | KRC Genk            | 1 - 4    | 0 - 5     | 1 - 9             |
| 2019-2020 | Ligue Europa            | Premier tour Q   | Chikhura Satchkhere | 1 - 2    | 1 - 2     | 2 - 4             |
| 2020-2021 | Ligue des champions     | Premier tour Q   | Sheriff Tiraspol    | N/A      | 0 - 2     | 0 - 2             |
| 2020-2021 | Ligue Europa            | Deuxième tour Q  | FC Ararat-Armenia   | N/A      | 3 - 4 ap  | 3 - 4             |
| 2021-2022 | Ligue des champions     | Premier tour Q   | Lincoln Red Imps    | 2 - 2    | 0 - 5     | 2 - 7             |
| 2021-2022 | Ligue Europa Conférence | Deuxième tour Q  | Chakhtior Salihorsk | 1 - 0    | 2 - 1     | 3 - 1             |
| 2021-2022 | Ligue Europa Conférence | Troisième tour Q | Linfield FC         | 2 - 1    | 2 - 1     | 4 - 2             |
| 2021-2022 | Ligue Europa Conférence | Barrages Q       | Kaïrat Almaty       | 1 - 4    | 1 - 3     | 2 - 7             |
| 2022-2023 | Ligue Europa Conférence | Premier tour Q   | SP Tre Fiori        | 0 - 1    | 1 - 3     | 1 - 4             |

Légende
- Victoire ou qualification pour le tour suivant
- Match nul
- Défaite ou élimination de la compétition

## Effectif actuel
Le tableau ci-dessous liste l'effectif du CS Fola Esch pour la saison 2024-2025.

## Entraîneurs
- 1976 - 1978 :   François Konter
- 2010 - 2017 :  Jeff Strasser
- 2017 - 2018 :   Cyril Serredszum
- 2018 - 2020 :  Jeff Strasser
- 2020 à maintenant :  Sébastien Grandjean

## Identité visuelle

Ancien logo.
Logo actuel.